# ジョフロワ4世 (アンジュー伯)
ジョフロワ4世（Geoffroy IV, comte d'Anjou, 1070/5年 - 1106年5月19日）は、アンジュー伯（在位：1103年 - 1106年）。父フルク4世と共治、あるいは対立伯である。聖界において人気があり、暴政を抑制し、暴力的な父親に反対したことで評判を高めた。オルデリック・ヴィタリスによると、父フルク4世は略奪と臣民へ恐怖を与えることを好んだという。「マルテル」（鉄槌伯）と呼ばれる。

## 生涯
ジョフロワは、父フルク4世とその2番目の妻エルマンガルド・ド・ブルボンの息子として生まれた。父フルク4世は、4番目の妻ベルトラード・ド・モンフォールとの間に生まれた息子フルクを愛し、ジョフロワを相続人から外そうとした。フルク4世は当時すでに老齢で、その権限の多くをジョフロワに委譲していた。父の対立者からの支援を得て、ジョフロワは父から認められ、1103年から「コメス（comes）」（ラテン語で伯）を名乗り、政権を握った。ジョフロワはアンジェ司教ルノー・ド・マルティニエと同盟を組み、モーリス・ド・クラオン男爵に対抗した。ある学者または聖職者が、ベルトラードとフランス王フィリップ1世の間の息子フィリップ・ド・ムランに宛てた作者不明の詩は、「マルテル伯」（Martellus consul）、おそらくジョフロワ4世への賛辞である。この詩は教訓的で、マルテルという名の伯爵を、優れた統治の模範として称えている。最後の行は、伯爵が「長く繁栄する」ことを願うものであり、アンジューでのジョフロワの短い統治期間に書かれたものとみられる。
1106年5月19日、ジョフロワはカンデ城で反乱を起こした男爵を包囲していたが、交渉に向かう途中で矢に当たって亡くなった。『アンジュー伯年代記（Chronica de gestis consulum Andegavorum）』は、この暗殺を父フルクとベルトラードの仕業としており、亡くなったジョフロワを「立派な人物で、正義に優れ、善のすべてを培い、すべての敵にとって恐怖の存在であった」と称賛している。『ヴァンドーム年代記（Annales Vindocinenses）』は、ジョフロワのことを「暴君（おそらく父）を従わせ征服し、教会を守り擁護した人物」と呼んでいる。